# 勒普赞
勒普赞（法語：Le Pouzin，法語發音：[lə puzɛ̃]），法国东南部城市，奥弗涅-罗讷-阿尔卑斯大区阿尔代什省的一个市镇，隶属于普里瓦区，其市镇面积为12.52平方公里，2022年1月1日时人口数量为2,893人，在法国城市中排名第3,839位。
勒普赞位于阿尔代什省东部，乌韦兹河与罗讷河交汇处，隔河与德龙省接壤，是一个区域性的公路枢纽，有四个方向的干线公路在此交汇。

## 地名来源

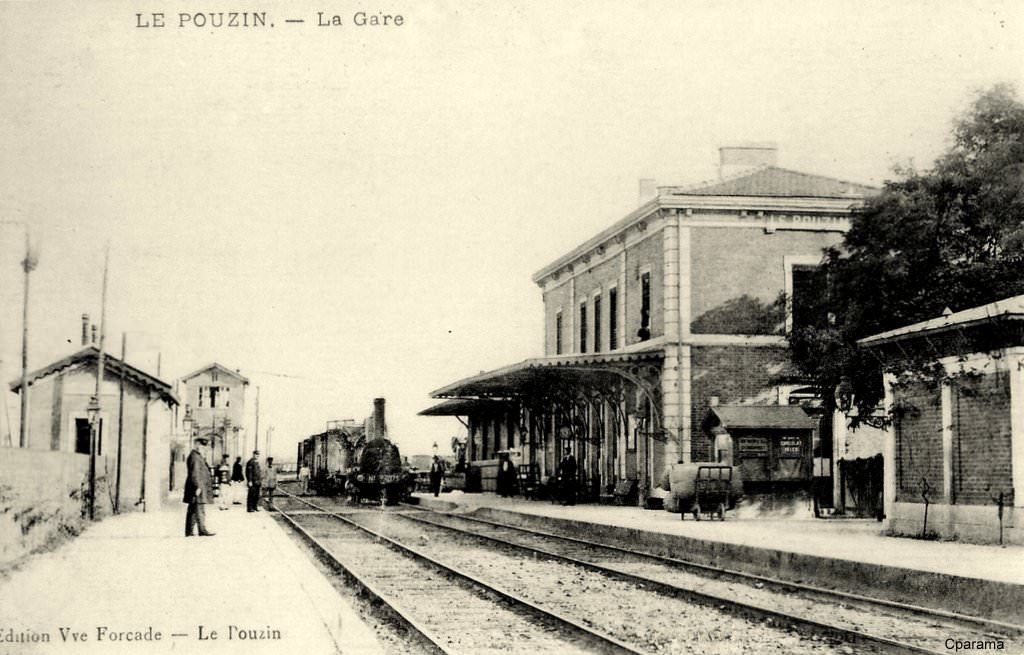
20世纪初的勒普赞火车站

“普赞”一名来源于拉丁语的奥克语转写，意为“小井”。法语姓氏“Pouzin”亦由此而来。

## 历史
勒普赞境内的派尔洞发现有尼安德特人的活动遗迹，高卢-罗马时期，勒普赞所处区域可能有一处奥皮杜姆存在。中世纪时期，勒普赞长期为维瓦赖伯爵的一处领地，1228年起被法兰西王国继承。法国大革命后，勒普赞成为阿尔代什省的一个市镇。工业革命期间，沿罗讷河右岸修建的铁路线建成运行。第二次世界大战期间，勒普赞被纳粹德军占领，其城市在1944年的龙骑兵行动中遭到严重破坏。

## 地理

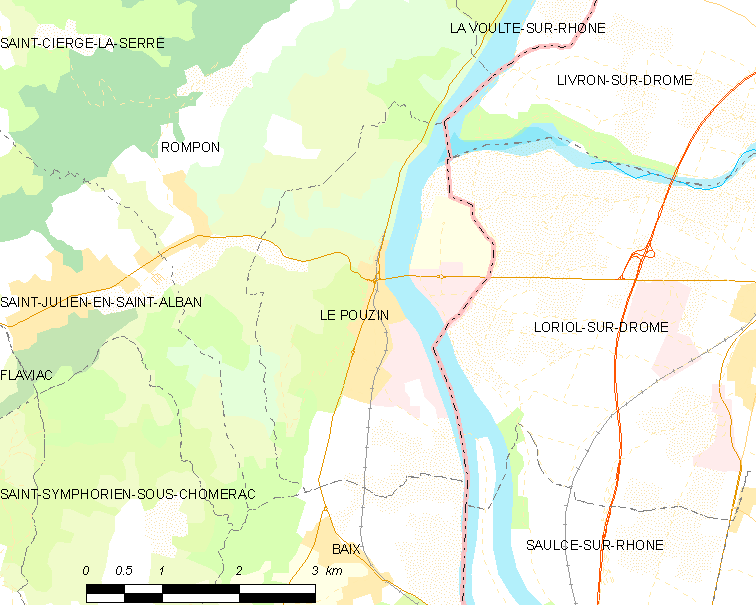
勒普赞市镇范围地图

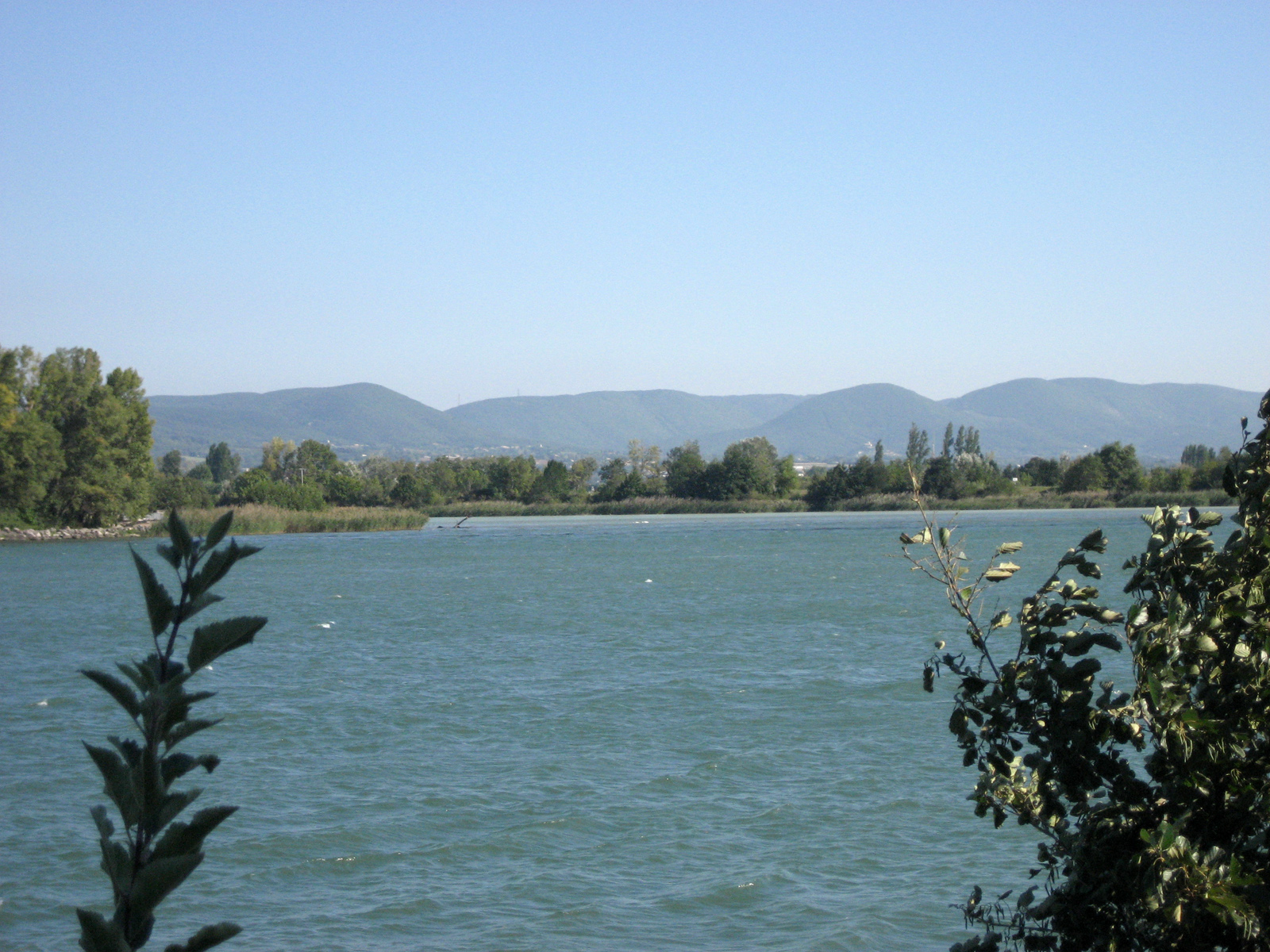
罗讷河勒普赞段

勒普赞位于法国东南部，奥弗涅-罗讷-阿尔卑斯大区南部和阿尔代什省东部，距离省会普里瓦大约14公里。与勒普赞接壤的市镇包括：拜克斯、龙蓬、德龙河畔利夫龙、德龙河畔洛里奥勒。

### 地形
勒普赞位于法国中央高原东部边缘，境内以山地为主，市镇中心位于河流右岸一处较为狭小的走廊之上，全境海拔在82到385米之间。

### 水文
勒普赞位于乌韦兹河与罗讷河交汇处，其市镇中心位于河流交汇点右岸，罗讷河左岸亦有部分区域为勒普赞是市镇管辖范围。勒普赞水坝位于勒普赞市区东南部，罗讷河右侧分支上。

### 植被
勒普赞属于温带阔叶混交林区，林地主要分布于罗讷河左岸的沿河地带。
在鲜花城市的评比中，勒普赞被评为2星级鲜花城市。

### 气候
勒普赞在柯本气候分类法中属于弱化的地中海气候。

## 行政区划
勒普赞是法国奥弗涅-罗讷-阿尔卑斯大区阿尔代什省的一个市镇，编号为07181。勒普赞隶属于普里瓦区以及阿尔代什省第一选区，管理勒普赞县，同时也是普里瓦城市圈公共社区的组成部分。
法国国家统计与经济研究所（简称）在进行数据统计时，将勒普赞及相邻的拜克斯设为勒普赞城市核心区及勒普赞城市区。自2020年起，勒普赞城市区被撤销，勒普赞单独设为勒普赞城市辐射区。此外，还将勒普赞市镇整体看作一个“块区”（IRIS），以便于统计人口分布情况。

## 交通

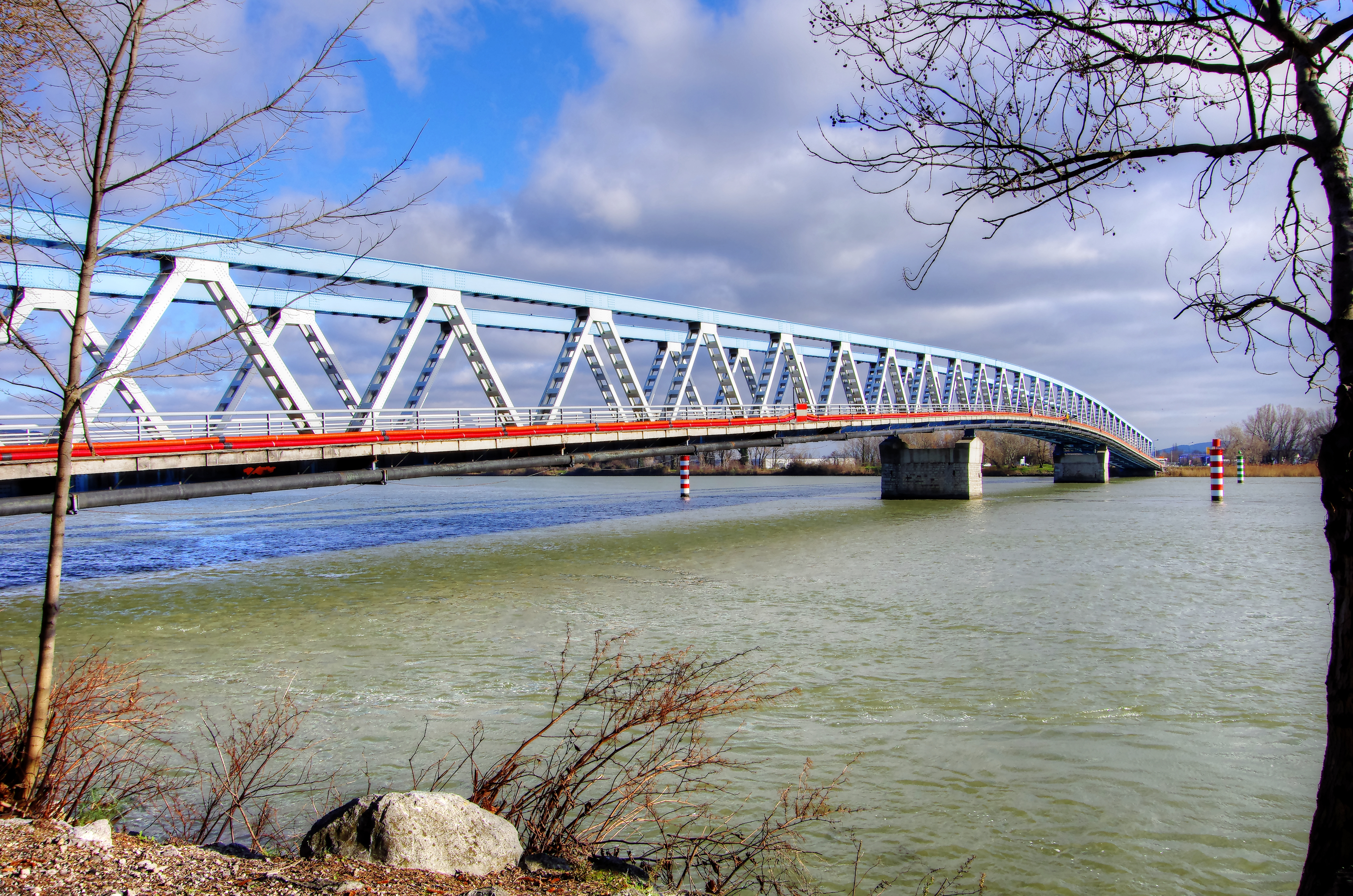
勒普赞大桥

### 公路
多条阿尔代什省省道在勒普赞境内交汇，并有公路桥通往河流左岸。奥弗涅-罗讷-阿尔卑斯大区下属的城际客运提供巴士线路，可前往瓦朗斯和普里瓦。
2018年，75.1%的勒普赞家庭拥有至少一辆私人汽车。2019年，勒普赞境内共发生各类交通事故3起，造成5人受伤。

### 铁路
勒普赞位于日沃尔－格勒藏铁路上，该铁路自1973年起改为纯货运铁路，原有的勒普赞火车站被废弃，站房另作他用。距离勒普赞最近的运营中的铁路客运车站为6公里外的洛里奥勒站，该站停靠往返于里昂和马赛一线的区域列车。

### 航空
距离勒普赞最近的民用航空站为里昂圣埃克絮佩里机场，距离勒普赞市中心的公路里程约142公里。

### 城市公共交通
截至2021年12月，勒普赞暂无城市公共交通系统。

## 政治
勒普赞的现任市长为克里斯托夫·维尼亚尔先生（Christophe Vignal），他是一名无党派人士的一名成员，在2020年的市政选举中获得了100%的支持率（无其他候选人）。
在2017年的法国总统大选中，法国第25任总统埃马纽埃尔·马克龙在勒普赞获得了53.96%的支持率。

## 人口
2018年，勒普赞市镇人口数量为2,872，在法国排名第3,839位。其中男性1,384人，女性1,488人，75岁及以上人口占11.2%，外籍人口数量为568人，人口密度为229人/平方公里，当地居民被称为（男性）或（女性）。2019年，勒普赞境内出生27人，死亡人口36人。
| 年份   | 1936  | 1946  | 1954  | 1962  | 1968  | 1975  | 1982  | 1990  | 1999  | 2006  | 2011  | 2016  | 2018  |
| ------ | ----- | ----- | ----- | ----- | ----- | ----- | ----- | ----- | ----- | ----- | ----- | ----- | ----- |
| 人口數 | 1,782 | 1,485 | 1,805 | 2,633 | 2,555 | 2,628 | 2,720 | 2,693 | 2,704 | 2,668 | 2,804 | 2,861 | 2,872 |

## 经济
截止2021年12月，勒普赞共有各类用人单位（包含自雇）444家，平均历史为16年，其中91.9%为中小型企业（PME）。（河道施工）、（通信设备安装）及（交通运输）是当地2020年营业额最高的三个企业，分别为60,130,222欧元、18,266,049欧元和18,153,310欧元。

## 财政与居民收入
2019年，勒普赞的财政收入总额为3,678,530欧元，财政支出总额为3,065,650欧元，当年的债务总额为3,775,300欧元。2021年，勒普赞共获得128,910欧元的国家财政补助，比上一年减少了10.97%。
2019年，勒普赞的人均月收入总额为1,958欧元，其中高级职员为3,188欧元，低于法国平均水平（4,230欧元）；中级职员为2,408欧元，低于法国平均水平（2,411欧元）；普通职员为1,731欧元，亦低于法国平均水平（1,740欧元）。
2018年，勒普赞境内的青壮年（15至64岁）失业率为18.3%，当地40.6%的家庭拥有纳税资格，平均纳税1,382欧元，低于法国平均水平（3,910欧元）。

## 社会事务

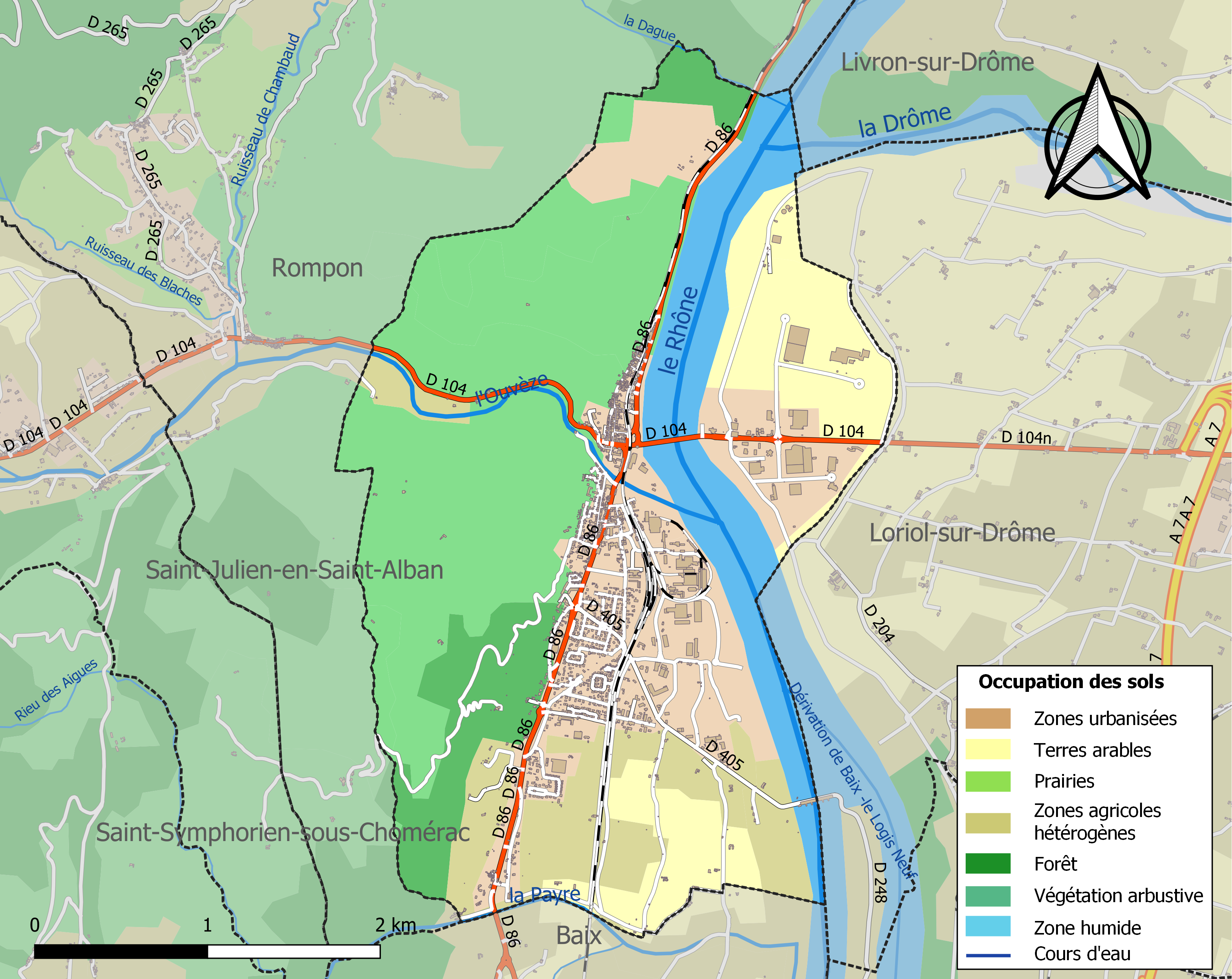
勒普赞土地利用情况地图

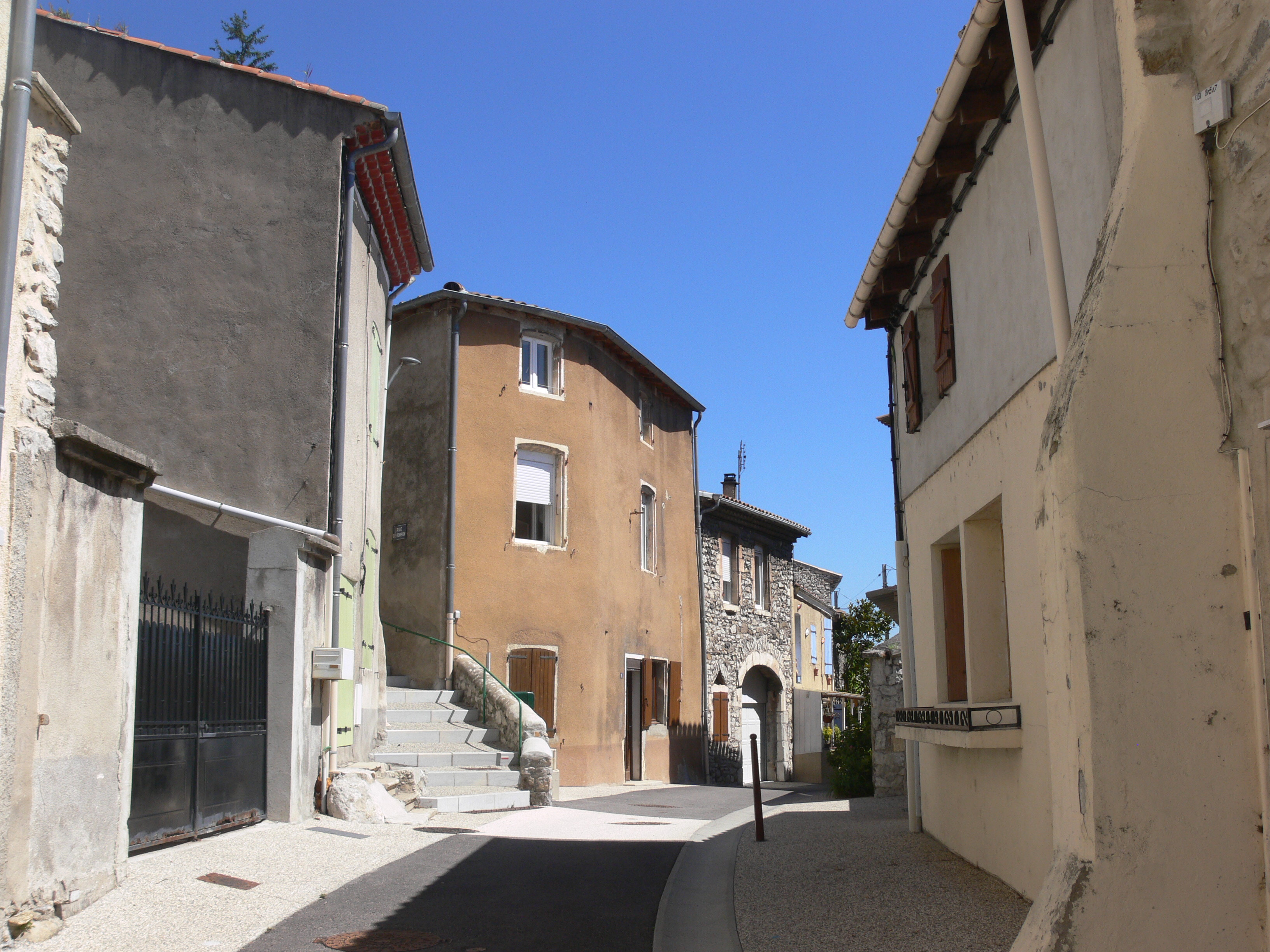
勒普赞镇中心的一条街道

### 教育
勒普赞属于格勒诺布尔学区。截止2020年1月1日，勒普赞境内共有1所幼儿园、2所小学和1所初级中学。2018至2019学年度，勒普赞境内共有在校中等教育阶段学生272名。

### 医疗
截止2020年1月1日，勒普赞境内共有全科医生4名、保健师2名、牙医2名和护士8名。境内共有药房1家、养老院1家。
距离勒普赞最近的区域性医疗机构为普里瓦阿尔代什中心医院（Centre hospitalier de Privas Ardèche），其主病区位于普里瓦市区，距离勒普赞市区的正常车程约20分钟，该院设有床位107个，是当地规模最大的公立综合性医院。

### 住房
2018年，勒普赞境内共有各类住房1,413套，其中58.7%为独立式居民区，主要分布于市区X部；40.8%为集中式居民区，主要分布于市区X部。常住房屋占勒普赞市镇范围内居民建筑总量的89.2%。
在住房保障政策方面，2020年，勒普赞境内共有345户家庭获得了住房经济补助，受益人数占总人口数量的12.0%，其中322份为房租补助。

### 商业
2019年，勒普赞境内共有各类实体商铺91家，其中餐厅10家、大型超市1家、杂货店2家、面包房5家、肉铺1家、装饰品店2家、银行门店2家、美容美发店6家、汽车维修店6家。市区X部建有大型开放式商业街区。

### 体育
2020年，勒普赞境内共有1座体育馆、2处网球场以及2处足球或橄榄球场。
截至2021年12月，勒普赞境内暂无任何注册足球俱乐部。

### 环境
勒普赞的环境事务由其所属的公共社区负责。2019年，勒普赞境内暂无污染企业。

### 治安
2019年，勒普赞市镇范围内有1处宪兵队。
勒普赞所在地是勒泰伊宪兵总队的管辖范围。2020年，该宪兵总队辖区内共58个市镇累计发生各类案件3,029起，其中盗窃类案件1,357起，经济类案件339起，毒品交易类案件256起。

## 文化

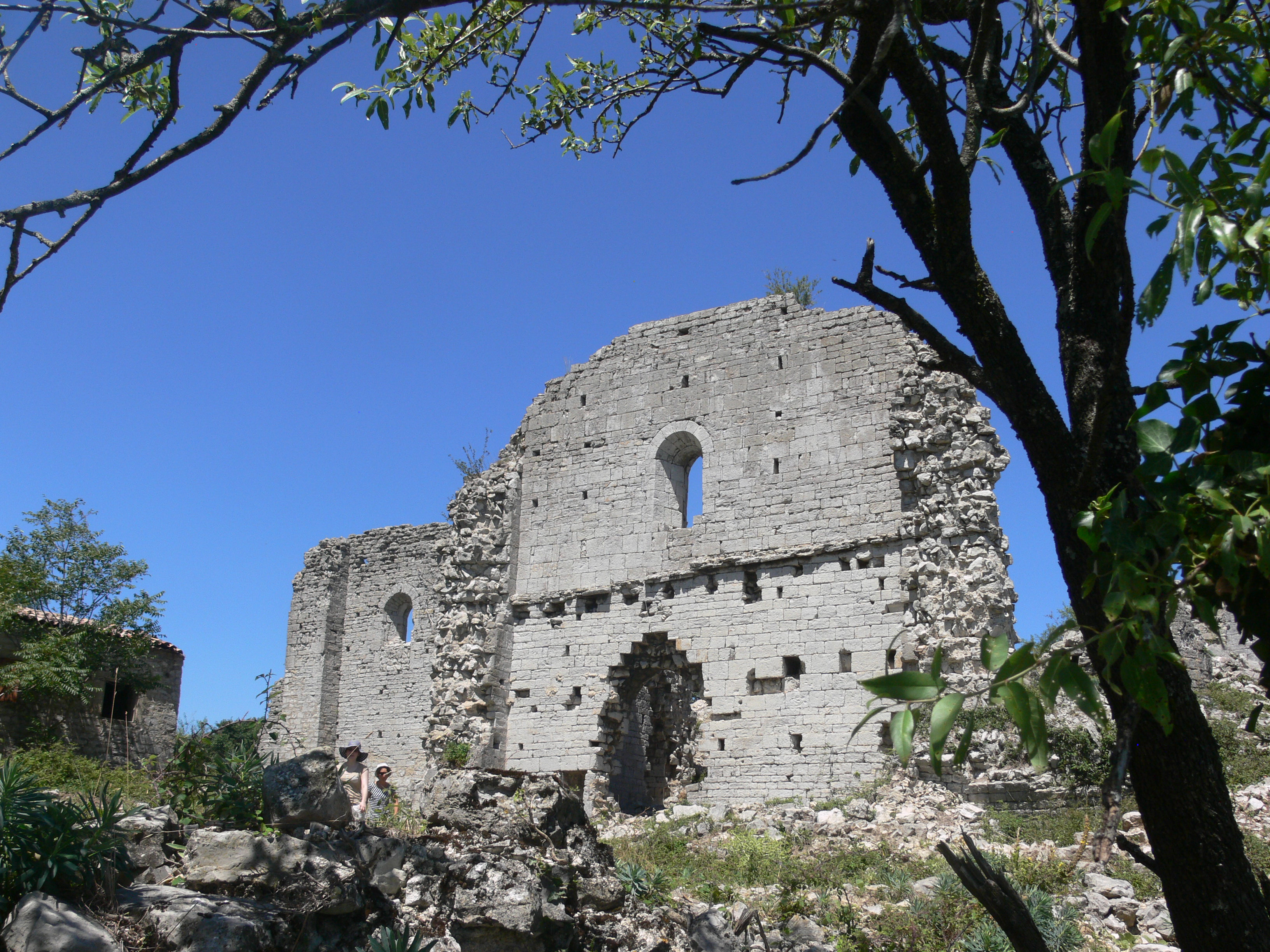
圣伯多禄德龙蓬修道院遗址

2020年，勒普赞境内暂无任何文化设施。勒普赞市政府提供多媒体中心，向公众全年开放。

### 建筑
勒普赞境内有多处历史建筑，其中圣伯多禄德龙蓬修道院遗址当地的地标性建筑物，自1927年起被列入法国国家文物保护单位。勒普赞罗马桥也是当地的一处名胜。

### 旅游
勒普赞的旅游事务由其所属的公共社区负责。2021年，勒普赞境内共有4家酒店共计99间房间。

### 媒体
法国主要的媒体均可在勒普赞接收，法国电视三台下属的奥弗涅-罗讷-阿尔卑斯大区频道在部分时段播出勒普赞所属区域的地方新闻。

## 友好城市
截至2021年12月，勒普赞暂未建立任何友好城市关系。